# Isla La Pitahaya
Isla La Pitahaya är en ö i Mexiko. Den ligger i viken Bahía Concepción och tillhör kommunen Mulegé i delstaten Baja California Sur, i den västra delen av landet. Arean är strax över 0,02 kvadratkilometer. Isla La Pitahaya har en fyr och har fått sitt namn efter de röda pitahayafrukter som växer på ön.